# A Boogie wit da Hoodie
A Boogie wit da Hoodie, de son vrai nom Artist Julius Dubose, (né le 6 décembre 1995 à New York), est un rappeur et chanteur américain, originaire du Bronx. Son nom de scène est en référence au personnage d'Ace Boogie du film Paid in Full.

## Biographie
Artist Julius Dubose naît et grandit dans l'arrondissement du Bronx à New York, dans le quartier d'Highbridge (en),. Durant son adolescence, il fréquente le lycée DeWitt 
Clinton dans le Bronx, dont il sort diplômé en 2012. Dans une interview accordée au magazine XXL, Dubose dit avoir été « un étudiant banal, auquel personne ne faisait vraiment attention. L'élève silencieux du fond de la classe ». Il emménage ensuite à Fort Pierce, en Floride, pour étudier le conditionnement d'air à la Performance-Based Preparatory Academy.

### Carrière
Dubose sort sa première chanson intitulée Temporary en 2014. Cette chanson lui prit des mois à finaliser dû à son inexpérience dans la musique, et demanda donc à un chanteur de lui apprendre à chanter.
En 2015, il revient à New York et co-fonde le label Highbridge avec son ami d'enfance Quincy Acheampong dit QP. Le 14 février 2016, il réalise sa première mixtape intitulée Artist. En août 2016, il est invité par Drake pour assurer une première partie de concert lors d'un passage au Bronx du Summer Sixteen Tour. Au cours du mois, il signe sur le major Atlantic Records.
Le 28 octobre 2016, il réalise TBA, un EP que le magazine Rolling Stone liste parmi les 40 meilleurs projets de rap de l'année 2016. Il est ensuite nommé dans la XXL Freshman Class de 2017.

## Vie personnelle
Artist est père d'une fille nommée Melody Valentine née le 14 février 2017 et d’un garçon nommé Artist Jr[réf. nécessaire].

## Affaires judiciaires
A Boogie wit da Hoodie a été arrêté un jour après avoir célébré son 25e anniversaire en décembre 2020. Un représentant du bureau du procureur du comté de Bergen a confirmé qu'A Boogie avait été arrêté le 7 décembre 2020 pour possession illégale d'une arme de poing (crime au 2e degré) et possession de marijuana. A Boogie wit da Hoodie a été placé en détention à la suite d'une enquête menée par des détectives du bureau du procureur du comté de Bergen (BCPO), qui ont obtenu un mandat pour perquisitionner le domicile de A Boogie's Demarest, dans le New Jersey. Lors de la perquisition au domicile de Dubose, les forces de l'ordre ont saisi quatre armes : « une arme de poing Ruger .380, une arme de poing Glock de calibre .40, une arme de poing H&K 9 mm et une arme de poing Smith & Wesson 9 mm. Ils ont également découvert « des balles à pointe creuse, divers chargeurs de grande capacité » ainsi que « de la marijuana, des produits comestibles à base d'huile de haschisch et des accessoires liés à la drogue communément associés à la distribution de substances dangereuses contrôlées ». L'agent de sécurité de Dubose, Quashaun Hagler, a également été arrêté. Quashaun Hagler, qui réside en Géorgie, semble avoir été au domicile de A Boogie au moment de la perquisition et de l'arrestation. Quashaun Hagler a été inculpé de trois chefs de possession illégale d'une arme de poing (un crime au 2e degré) et d'un chef de possession d'un chargeur de grande capacité (un crime au 4e degré).
En janvier 2021, A Boogie wit da Hoodie a été poursuivi en justice par un couple du comté de Bergen dans le New Jersey, qui affirmait qu'il avait bouché les toilettes et causé 260 000 $ de dommages dans leur manoir, qu'ils lui avaient loué en 2017 et 2018.
A Boogie wit da Hoodie est arrêté au Wireless Festival de Londres en septembre 2021 par la police métropolitaine, à la demande de la police du Grand Manchester. Il a été rapidement libéré, les accusations n'ayant pas été rendues publiques.

## Discographie

### Albums studio
- 2017 : The Bigger Artist
- 2018 : Hoodie SZN
- 2020 : Artist 2.0
- 2022 : Me vs. Myself
- 2024 : Better Off Alone

### EP
- 2016 : TBA
- 2018 : International Artist
- 2021 : B4 AVA
- 2023 : B4 BOA

### Mixtapes
- 2016 : Artist
- 2016 : Highbridge the Label: The Takeover Vol.1

### Singles
- 2016 : Still Think About You
- 2016 : My Shit
- 2016 : Bando
- 2016 : JUNGLE
- 2016 : Friend Zone
- 2016 : Not a Regular Person
- 2016 : Timeless
- 2016 : Baecation
- 2016 : Macaroni
- 2017 : Bag on Me
- 2017 : Wrong Nigga
- 2017 : Drowning (WATER) (feat. Kodak Black)
- 2017 : Wild Thots (feat. Fabolous)
- 2017 : Say A
- 2018 : Nonchalant (feat. Alkaline)
- 2018 : Best Friend (feat. Tory Lanez)
- 2018 : Way Too Fly (feat. Davido)
- 2018 : Odee
- 2018 : Right Moves
- 2018 : Look Back at It
- 2018 : Swervin (feat. 6ix9ine)
- 2019 : Mood Swings
- 2019 : Reply (feat. Lil Uzi Vert)
- 2020 : King of My City
- 2021: 24 Hours (feat. Lil Durk)